# دراغان سكوسيتش

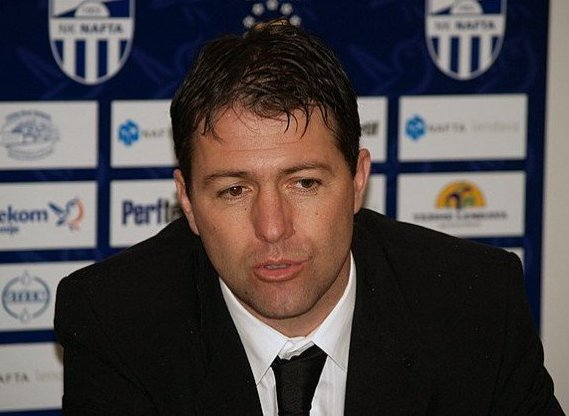
دراغان سكوسيتش

دراغان سكوسيتش (بالكرواتية: Dragan Skočić) ، من مواليد 3 سبتمبر 1968، مدرب كرة قدم كرواتي.
بدأ بتدريب نادي أورينتي الكرواتي في عام 2001 ودربه لمدة ثلاثة مواسم، وفي عام 2004 درب نادي رييكا، وحقق كأس كرواتيا لموسم 2004/2005 و2005/2006، وانتقل بعدها إلى نادي انتربلوك ليوبليانا السلوفيني، وحقق معهم كأس سلوفينيا، وفي عام 2009 انتقل إلى تدريب نادي العربي الكويتي. وفي يونيو 2010، تمت اقالته
وفي بداية 2011 وقع مع نادي النصر السعودي لمدة 6 أشهر قابلة للتجديد.

## وصلة خارجية
- دراغان سكوسيتش على موقع قاعدة بيانات كرة القدم.إي يو (الإنجليزية)
- دراغان سكوسيتش على موقع Soccerway.com (الإنجليزية)
- دراغان سكوسيتش على موقع عالم كرة القدم.نت (الإنجليزية)

- الموقع الرسمي